# Pavel Ježek
Pavel Ježek (7. ledna 1938 Praha - 1. září 1999 Jablonec nad Nisou) byl sochař, sklářský výtvarník, pedagog, v 90. letech ředitel Střední uměleckoprůmyslové školy sklářské v Železném Brodě.

## Život
Pavel Ježek absolvoval v letech 1953-1957 Střední uměleckoprůmyslovou školu sklářskou v Železném Brodě, kdy zde jako externí pedagog působil Miloslav Klinger a jako ředitelé Jaroslav Brychta a po něm Stanislav Libenský. Poté pracoval tři roky ve sklářské huti a podílel se mimo jiné na realizaci figur, které připravoval Miloslav Klinger pro Expo 58 v Bruselu. 1960-1962 vykonal základní vojenskou službu v pracovní jednotce. V letech 1962-1967 studoval v sochařské přípravce J. Malejovského a poté ve speciálním ateliéru skla na Vysoké škole uměleckoprůmyslové v Praze u prof. Stanislava Libenského. V letech 1967-1968 byl výtvarníkem n.p. Železnobrodské sklo. Od roku 1968 působil jako profesor dějin umění a vedoucí oddělení hutního tvarování skla na Střední uměleckoprůmyslové škole sklářské v Železném Brodě. Po pádu komunistického režimu se v letech 1990-1999 stal ředitelem školy. 
Pavel Ježek v 90. letech zajistil rekonstrukci historické budovy včetně zřízení ateliérů v podkroví a nových dílen, zmodernizoval a zachránil školní huť a pořídil první výkonný školní počítač. Zásadně reformoval výuku (kreslení, dějiny umění), vytvořil kvalitní a dělný tým učitelů a navázal spolupráci se zahraničím. Do školy se hlásí ke studiu studenti z celého světa. Během té doby se jeho zásluhou stala škola naším nejlepším sklářským učilištěm a roku 1996 se jako jediná střední škola zúčastnila Benátského bienále spolu s více než 20 sklářskými ateliéry vysokých škol. Roku 1996 zorganizoval setkání bývalých absolventů a současných studentů s pedagogy školy v Železném Brodě.
Od roku 1974 spolupracoval se sklárnou Ústředí uměleckých řemesel ve Škrdlovicích. Byl členem Sklářského sdružení Praha a Glassfora Nový Bor. Zúčastnil se už jako student kamenického sympozia v Hořicích, 2. sochařského sympozia mladých v Bohánce-Kuksu (1966) a sklářských sympozií ve Škrdlovicích (1977, 1978, 1980), ve Frauenau (1988) a v Novém Boru (1985, 1994, 1997). Od roku 1991 byl členem International Crocodile Club.
Ježkova manželka je malířka, grafička a sklářská výtvarnice Eva Vlasáková (* 1943), se kterou se seznámil během studií na VŠUP a často s ní společně vystavoval. Mají spolu dvě děti.

### Ocenění
- 1978 2. cena, 2. Quadriennale des Kunsthandwerks, Erfurt
- 1979 Zlatá medaile, Mezinárodní výstava skla a porcelánu, Jablonec nad Nisou
- 1991 Medaile Masarykovy akademie

## Dílo
Jako učitel a později ředitel sklářské školy se nemohl plně věnovat vlastní autorské tvorbě, ale vychoval několik významných sklářských výtvarníků a malířů. Mezi jeho žáky patřili Jan Exnar, Ilja Bílek, Zdeněk Lhotský, Stanislav Müller, Filip Nízký, Zdeněk Petr, David Suchopárek, tvůrce vitráží a restaurátor skla Jiří Černohorský, Marek Trizuljak, malíř Jan Souček nebo Ladislav Oliva ml. Ve výuce zavedl jako povinný předmět nápojové sklo a také volnou dekorativní tvorbu. Tři z jeho prvních absolventů úspěšně složili přijímací zkoušky na VŠUP.
Jako sochaři mu zprvu vadila až přílišná elegance, zářivost a lesk skla a proto raději pracoval se dřevem a kamenem. Sklu se Pavel Ježek nejprve věnoval jako designér a v letech 1974-1982 vzoroval hutní sklo pro Ústředí uměleckých řemesel - sklárnu ve Škrdlovicích. Celkem navrhl asi 50 vzorů váz, misek, žardiniér a popelníků, které jsou charakteristické svými jednoduchými a funkčními tvary. Nevyráběly se ve velkých sériích a jsou proto málo známé. Svými experimenty s barevnými pásy, plastickými žebry a nálepy ve tvaru kuliček nebo plochých oušek obohatil program sklárny a roku 1979 za své sklo získal Zlatou medaili na MVSB v Jablonci. Navrhoval také dekorativní a užitkové předměty, které dokončoval brusem nebo leptem. Jeho váza a miska získaly ocenění na Kvadrienále v Erfurtu (1978). 
O sochařských kvalitách tavené skloviny se přesvědčil na sochařských symposiích ve Škrdlovicích, která se stala impulsem pro novou fázi jeho tvorby. Počátkem 70. let byl prvním výtvarníkem, který kombinoval sklo s jutou, bronzem a železem, později se dřevem a ocelí. Ježkovy sochy mají zvláštní napětí mezi magickou eruptivní silou skla a geometrickou konstrukcí, která ho spoutává. Podle Petrové představují Ježkovy sochy záznamy, vize, stopy a znaky, které po sobě zanechala technická civilizace.
Kovové nebo dřevěné konstrukce, do kterých sklo adjustuje, se na výsledné podobě jeho plastik významně podílejí (Maják, křišťál, ocel, 1982, Vozík, čiré přebrušované sklo, ocel, 1989, Pozorovatelna, dřevo, lité sklo, 1998). V některých sochách je sklo protknuto hrubým jutovým lanem (Objekt "Bóje", 1979, 1981), řetězem nebo bronzovým kroužkem. Náměty čerpá z primitivních technických zařízení, jejichž tvar zjednodušuje a očišťuje a dává jim geometrický řád a pádnou a výraznou formu. K zvoleným motivům se opakovaně vrací a mění vzájemné proporce kovu a skla nebo celkové uspořádání. Používá čiré sklo a jen výjimečně pracuje se sklem barevným ve formě průhledných vnitřních struktur. Lité čiré sklo, ze kterého vybrušuje konečný tvar, mu vyhovuje svou živostí, neboť ho prostupují vířící vzduchové bublinky a šmouhy (šlíry).
Je považován za originálního tvůrce a experimentátora, který významně přispěl k vývoji moderního autorského skla. Roku 1990 byl vybrán mezi 50 evropských sklářských výtvarníků na výstavu  Neues Glas in Europa v Museum Kunstpalast v Düsseldorfu. Roku 1991 byl přizván na výstavu World Glass Now v Sapporu.
Pavel Ježek spolupracoval také s architekty a navrhoval skleněné stěny (Rakovník) a vitráže (Železárny Chomutov, radnice Kopřivnice, kanceláře Ostravských dolů, Botana Skuteč).

### Zastoupení ve sbírkách
- Corning Museum of Glass, New York
- Museum Kurokabe, Osaka, Japonsko
- Kunstsammlungen der Veste Coburg
- Glassworks Museum, Frauenau
- Musée des Beaux-Arts Décoratifs, Lausanne
- Steinberg Foundation, Vaduz
- Glassmuseum Ebeltoft, Dánsko
- Muzeum Narodowe, Wroclaw
- Moravská galerie v Brně[27]
- Uměleckoprůmyslové museum v Praze
- Muzeum skla a bižuterie Jablonec nad Nisou
- Dům umění Olomouc
- Horácká galerie Nové Město na Moravě
- Okresní muzeum Žďár nad Sázavou

### Výstavy

#### Autorské
- 1979 Pavel Ježek, Dům kultury Vítkovic, Ostrava
- 1980 Galerie Karolina, Praha
- 1981 Pavel Ježek: Sklo, Eva Vlasáková: Kresby, Kabinet grafiky, Olomouc
- 1981 Pavel Ježek, Eva Vlasáková, Divadlo O. Nedbala, Tábor
- 1982 Pavel Ježek, Eva Vlasáková, Galerie Fronta, Praha
- 1983 Pavel Ježek, Eva Vlasáková, Muzeum dělnického hnutí, Semily, Městské divadlo, Tábor
- 1989 Glasgalerie Hittfeld (s I. Bílkem)
- 1995 Pavel Ježek, Eva Vlasáková, Boučkův statek, Malá Skála
- 1998 Pavel Ježek, Eva Vlasáková, Muzeum skla a bižuterie Jablonec nad Nisou
- 1998 Pavel Ježek, Neues Rathaus, Weiden (s B. Novákem, R. Pleslem)
- 2003 Pavel Ježek: Plastiky a kresby, Městská galerie My, Jablonec nad Nisou
- 2008 Pavel Ježek, Eva Vlasáková, Galerie Josefa Jíry, Malá Skála
- 2009 Pavel Ježek, Městská galerie V. Rady, Železný Brod
- 2009 Pavel Ježek, Eva Vlasáková: Mezi vteřinou a věčností / Between a moment and eternity, Oblastní galerie Liberec
- 2023 Eva Vlasáková, Pavel Ježek, Galerie Josefa Jíry, Malá Skála

#### Kolektivní (výběr)
- 1969 Sklo severočeských výtvarníků, Výstavní síň Betlémské náměstí, Praha
- 1969 Boháňka, Městské muzeum, Hořice
- 1977 Umělecké sklo 1977. Oborová přehlídka současné sklářské tvorby, Praha, Coburger Glaspreis 77, Coburg
- 1978 Quadriennale des Kunsthandwerks, Erfurt
- 1979 Exempla 79, Mnichov, Glas aus der Tschechoslowakei, Glasmuseum Frauenau, Czechoslovakian Glass, Mantova, Bohemian Glass, Los Angeles, Chicago
- 1980 Bohemian Glass, Göteborg, Zentralschweizer Glaspreis 80, Zürich, Luzern
- 1981 Cristalo d´Arte Cecoslovacco, San Marino, Kunst in Glas aus der Tschechoslowakei, Mnichov
- 1982 Czechoslovakian Art, Hilversum, Contemporary Czecholovakian Glass, Jewelry and Sculpture, Foster/White Gallery, Seattle
- 1983 Skleněná plastika, Dům umění města Brna, 300 Years of Bohemian Glass and Jewellery, Sapporo, Tokyo, Bohemian Glass, Stockholm, Kunst in Glas aus der Tschechoslowakei, Berlin
- 1984 Československé sklo '84: Umělecká sklářská tvorba, Valdštejnská jízdárna, Praha, Contemporary Czech Glass, Habatat Galleries, USA, Glass ´84 in Japan, Tokyo, Czechoslovakian Art Glass, Milano
- 1984 Sklářská sympozia ve Škrdlovicích 1970-1983, Galerie Nová síň, Praha
- 1985 Sto let českého užitého umění: České užité umění 1885-1985 ze sbírek Uměleckoprůmyslového muzea v Praze k stému výročí založení muzea, Uměleckoprůmyslové museum, Praha
- 1985 Sklářská sympozia ve Škrdlovicích 1970-1983, Horácká galerie v Novém Městě na Moravě
- 1985 Zweiter Coburger Glaspreis für moderne Glasgestaltung in Europa, Kunstsammlungen der Veste Coburg, Coburg, Contemporary Czechoslovakian Art Glass, Boca Raton, Florida, Prague "The Heart of Europe", Madrid
- 1986/1987 Expressions en verre, Musée des Arts décoratifs, Lausanne
- 1987 Skleněná plastika, Dům umění města Brna
- 1987 Súčasná československá sklenená plastika a sklenený šperk, Galéria Miloša Alexandra Bazovského v Trenčíne
- 1988 III. Internationales Glassymposium und Ausstellung, Glasmuseum Frauenau
- 1989 Setkání, Galerie plastik, Hořice, Tschechoslovakisches Glas, Mnichov
- 1990 Glastec 90, Messe Halle 6, Düsseldorf, International Glass Exhibition Kanazawa ´90, Japonsko
- 1990/1991 Neues Glas in Europa: 50 Künstler - 50 konzepte / New Glass in Europe: 50 Artist - 50 Concepts, Museum Kunstpalast (Kunstmuseum Düsseldorf), Düsseldorf
- 1991 Prague Glass Prize 91 / Sklářská cena Praha 91, Mánes, Praha, World Glass Now ´91, Sapporo, Internationale Studio-Glaskunst, Cologne
- 1992 Sztuka czeska i słowacka XX. w., Muzeum Narodowe we Wrocławiu
- 1992/1993 Festival českého a japonského skla 1992 - 1993, Mánes, Praha, Muzeum dekorativního umění Azabu, Tokio, Village of Glass, Hiroshima, Machida City Museum of Graphic Art, Tokio, Bohemia Glass Museum Karuizawa, Nagano
- 1993 Zeitgenössische tschechische und slowakische Glasplastik, Messezentrum Nürnberg
- 1994 Exhibition of the Czech Glass Sculptures, Cultural Foundation, Abu Dhabi
- 1996 Práce učitelů a studentů SUPŠS, výstava k výročí založení školy, Železný Brod, Bohemian Glass, Amsterdam, Rotterdam, Utrecht, Modernes Glas, Glasgalerie Linz
- 1998 Zeitgenössische tschechische Glaskunst, Tschechisches Zentrum Berlin
- 2001 Profesor Stanislav Libenský a jeho pokračovatelé, Severočeské muzeum p.o., Liberec
- 2001 Stanislav Libenský a jeho škola, Národní technické muzeum, Praha
- 2005 Aufbruch. Tschechische Glas 1945-1980, Museum Kunstpalast (Kunstmuseum Düsseldorf), Düsseldorf
- 2005 České sklo, Suomen Lasimuseo, Riihimäki, Finsko
- 2005/2006 Design in an Age of Adversity: Czech Glass, 1945-1980, The Corning Museum of Glass, Corning, Museum of Glass, Tacoma
- 2007 Czech Glass / 1945-1980 (Design in an Age of Adversity and Illusion) / České sklo / 1945-1980 (Tvorba v době mizerie a iluzí), Veletržní palác, Praha
- 2009/2010 Magie skla: Sklárna Beránek ve Škrdlovicích 1940-2008, Východočeské muzeum, Pardubice
- 2010 SKLO.KLASIK, Letohrádek královny Anny (Belveder), Praha
- 2015 Umění Pojizeří: 55, Muzeum a Pojizerská galerie Semily

### Monografie
- Pavel Ježek, text Alena Adlerová, Oldřich Palata, Městská galerie MY, Jablonec nad Nisou 2003

### Katalogy
- Pavel Ježek - sklo, 1980
- Pavel Ježek - sklo, Eva Vlasáková - kresby, text Miroslav Klivar, Krajské vlastivědné muzeum, Galerie výtvarného umění Olomouc 1981
- Pavel Ježek - sklo, Eva Vlasáková - kresby, grafika, text Miroslav Klivar, Galerie Fronta, Praha 1982
- Pavel Ježek, Eva Vlasáková, Muzeum dělnického hnutí, Semily 1983, dvojlist (úvod Antonín Langhamer)
- Pavel Ježek, Eva Vlasáková: Mezi vteřinou a věčností / Between a moment and eternity, Oblastní galerie Liberec 2009

### Články
- Miroslav Klivar: Sklo Pavla Ježka, Průmyslový design č. 1, 1980, s. 20-21
- Antonín Langhamer: Pavel Ježek - Pedagogue and Artist, Glass Review 34, no. 2, 1979, pp. 5-8
- Miroslav Klivar: Pavel Ježek's glass sculptures, Glass Review 36, no. 12, 1981, pp. 21-24
- Miroslav Klivar: Pavel ježek, Výtvarná kultura 7, č. 4, 1983, s. 55-56
- Miroslav Klivar, Civilizační symboly Pavla Ježka, Architekt č. 10, 1990, s. 8
- Oldřich Palata: Pavel Ježek - Sculptor ant Teacher, Neues Glas / New Glass no. 3, 1999, pp. 22-29

### Souborné publikace
- Dušan Šindelář, Současné umělecké sklo v Československu, Obelisk, Praha 1970
- R. Grover, L. Grover, Contemporary Art Glass, Crown Publishers, New York, 1975, pp. 77-78
- Catherine Zoričáková (Zoritchak) et al., Expressions en verre (200 sculptures de verre contemporaines, Europe, USA, Japon), Musée des Arts décoratifs, Lausanne 1986, pp. 34, 93
- Helmut Ricke, Neues Glas in Europe; 50 Künstler – 50 Konzepte, Düsseldorf 1990, pp. 226-228
- Who´s Who in Contemporary Glass Art. A Comprehensive World Guide to Glass Artists-Craftsmen-Designers, Waldrich Verlag, München 1993, pp. 243-244
- Antonín Langhamer, Legenda o českém skle, 292 s., TIGRIS spol. s r. o. 1999, ISBN 80-86062-02-3
- Slovník českých a slovenských výtvarných umělců 1950–1999 IV. CH – J, Výtvarné centrum Chagall, Ostrava 1999, s. 244-245
- Miroslav Klivar, Česká skleněná plastika, 192 s., Moravia Press, Břeclav 1999, ISBN 80-86181-23-5
- Sylva Petrová, České sklo, 283 s., Gallery, spol. s r.o. (Jaroslav Kořán), Praha 2001
- Helmut Ricke ed., Czech Glass 1945-80: Design in an Age of Adversity, published by Arnoldsche, 2005, s. 193-194
- 100% Sklo, text Antonín Langhamer, Milan Hlaveš, UPM v Praze, SUPŠS Železný Brod 2010, ISBN 978-80-7101-086-9
- Miroslav Vojtěchovský, Skleněné rozhovory / Glass Dialogues (České umělecké sklo na fotografiích Miroslava Vojtěchovského / Czech Glass Art in photographs by Miroslav Vojtěchovský), Createam, s.r.o., Praha 2016, ISBN 978-80-86801-09-4